# كبريات المنقار
كِبْرَيات المنقار أو ضخمات المنقار (الاسم العلمي: Macroramphosidae)، وتُعرف باسم الأسماك القناصة أو أسماك المنفاخ هي فصيلة من الأسماك البحرية البيوضية التي تشكل جزءًا من فيلق شكبات البحر، والتي تعد واحدة من فيالق رتيبة سمكيات البوق من رتبة زماريات البحر، والتي تشمل فرس البحر والأسماك الأنبوبية وأسماك البوق وأسماك الصيداء. أُعتبرت فُصيلة من شكبيات البحر ولكن نيلسون (2016) صنفها فصيلة منفصلة.

## الأجناس
يوجد حاليًا ثلاثة أجناس معترف بها موجودة في كبريات المنقار
- Centriscops ثيودور جيل, 1862
- كبري المنقار برنار جيرمان دي لاسيبيد, 1803
- ذو الظهر الذقني Regan, 1914:

## السجل الأحفوري
أقدم نوع معروف من زمارات البحر هو من أنواع كبريات المنقار، Gasteroramphosus zuppichini من أواخر العصر الطباشيري، والذي يشبه في شكله كبري المنقار (Marcroramphosus) ولكن له بعض السمات التي توحي بوجود علاقة مع Gasterosteoidei.